# Knocker
Les Knockers, surnommés les « Frappeurs » ou « Cogneurs », sont des nains du folklore minier en Écosse, dans les Cornouailles (dans les mines d'étain), en Bohême (dans les mines d'argent) et au pays de Galles (dans les mines de charbon). Ils sont nommés « tommyknockers » aux États-Unis.

## Description
Ces nains mesureraient environ de 45 à 90 centimètres de haut et porteraient les vêtements des jeunes mineurs de leurs régions, ils portent également un tablier de cuir et un casque clouté, renforcés sur le nez et la nuque. Ils attirent les mineurs vers les galeries riches en minerai en frappant les parois des galeries à l'aide de leurs pioche. Ils ont aussi un rôle protecteur en avertissant ces derniers d'un danger imminent, comme un effondrement ou un coup de grisou,.
En Allemagne, le Meister Hämmerlinge, se traduisant « maître marteleur », est un Knocker.